# Trophée Raymond Dewas
Die Trophée Raymond Dewas ist eine ehemalige Eishockeytrophäe der Ligue Magnus, der höchsten französischen Eishockeyspielklasse. Die Trophäe wurde von 1984 bis 1998 an den fairsten Spieler der Ligue Magnus vergeben. Rekordgewinner der Trophäe war mit fünf Auszeichnungen Claude Verret. 

## Gewinner
| Jahr    | Spieler                       | Team                                        |
| ------- | ----------------------------- | ------------------------------------------- |
| 1997/98 | Robert Ouellet                | Brûleurs de Loups de Grenoble               |
| 1996/97 | Ari Salo                      | Dragons de Rouen                            |
| 1995/96 | André Côté                    | Brest Albatros Hockey                       |
| 1994/95 | Robert Ouellet                | Ducs d'Angers                               |
| 1993/94 | Franck Saunier                | Dragons de Rouen                            |
| 1992/93 | Benoît Bachelet Claude Verret | Gothiques d'Amiens Dragons de Rouen         |
| 1991/92 | Peter Almásy Claude Verret    | Diables Rouges de Briançon Dragons de Rouen |
| 1990/91 | Patrick Foliot Claude Verret  | Gothiques d'Amiens Dragons de Rouen         |
| 1989/90 | Patrick Foliot Claude Verret  | Gothiques d'Amiens Dragons de Rouen         |
| 1988/89 | Wladimir Lubkin Claude Verret | Gothiques d'Amiens Dragons de Rouen         |
| 1987/88 | Marc Gervais                  | Ours de Villard-de-Lans                     |
| 1986/87 | André Côté                    | Mont-Blanc HC                               |
| 1985/86 | Roland Cloutier               | Rapaces de Gap                              |
| 1984/85 | Roland Cloutier               | Rapaces de Gap                              |